# Acasanga reticulata
Acasanga reticulata is een keversoort uit de familie van de boktorren (Cerambycidae). De wetenschappelijke naam van de soort werd in 1880 als Themistonoe reticulata gepubliceerd door Charles Owen Waterhouse.